# Antónios Syrígos
Antónios Syrígos (en grec Αντώνιος Συρίγος), né le 21 décembre 1960 à Ermoúpoli en Grèce, est un homme politique grec.

## Biographie
Aux élections législatives grecques de janvier 2015, il est élu député au Parlement grec sur la liste de la SYRIZA dans la circonscription des Cyclades.